# Entrez

엔트레즈(Entrez,/ɒnˈtreɪ/, 온트레이) 또는 엔트레즈 글로벌 쿼리 데이터베이스간 검색 시스템(The Entrez Global Query Cross-Database Search System)은 연합 검색 엔진 또는 웹 포털로, 사용자가 NCBI(National Center for Biotechnology Information) 웹 사이트에서 많은 개별 건강 과학 데이터베이스를 검색 할 수 있게 해준다.

## 데이타베이스 포털
엔트레즈(Entrez)는 사용자가 NCBI(National Center for Biotechnology Information) 웹 사이트에서 여러 개별 건강 과학 데이터베이스를 검색할 수 있게 해주는 통합 검색 엔진으로 NCBI는 국립 의학 도서관(NLM)의 일부로, 그 자체로 미국 국립 보건원(NIH)의 부서이며, 이는 미국 보건복지부의 일부이다. 'Entrez'(/ɒnˈtreɪ/ , 프랑스어로 'Come in'을 의미하는 인사말)라는 이름에서 유래는 NLM에서 제공되는 콘텐츠를 검색하도록 일반 대중을 환영하는 정신을 반영하기 위해 선택되었다.
엔트레즈 글로벌 쿼리(Entrez Global Query)는 단일 쿼리 문자열 및 사용자 인터페이스로 모든 데이터베이스에 동시에 액세스할 수 있는 통합 검색 및 검색 시스템으로 운영된다. 엔트레즈(Entrez)는 관련 시퀀스, 구조 및 참조를 효율적으로 검색 할 수 있다. 엔트레즈(Entrez) 시스템은 유전자 및 단백질 서열과 염색체지도에 대한 그래픽 보기를 제공 할 수 있다. 일부 텍스트북(textbooks)은 엔트레즈(Entrez) 시스템을 통해 온라인으로도 제공된다.

## 검색 필드
엔트레즈는 검색 필드에서 기본적인 제목(title words) 및 부분 키워드 단어(text words)을 위시해서 게놈(genome)에 부여되는 어세션 넘버(accession number),DNA 특징 키워드,특정 효소 식별자인 EC 번호(E.C. number), 유전자 공식 명칭(Gene symbol),저널 이름(Journal title), MEDLINE의 UID(MEDLINE UID), PMID(PubMed identifier)등의 데이터베이스 전문용어,고유식별자 필드(field)뿐만아니라 연관검색의 일종인 리스트 텀(list term)기능도 제공하고 있다.

## 같이 보기
- BRIC